# 兰州市烈士陵园
36°02′19″N 103°47′49″E / 36.03870°N 103.79686°E
兰州市烈士陵园，位于中华人民共和国甘肃省兰州市七里河区华林坪以南、沈家岭北麓，原是为纪念1949年8月在兰州战役中牺牲的烈士所建。

## 场景
1957年10月12日，在华林山动工修建。1959年建成，并建成华林坪革命烈士纪念塔。1966年1月，改称兰州市华林山革命公墓。1972年进行了扩建。整个陵园坐南向北，占地面积41.95万平方米。园林规划呈“士”字形，建筑布局按功能划分为纪念区、陈列区、墓区和服务区。在陵园大门的两侧，有毛泽东诗词“为有牺牲多壮志，敢教日月换新天”十四大字镶石。陵园的第二道大门是四扇两联对开式，以铸铁灌铸，大门的两侧为红旗。纪念区广场中心为1959年建成、高30米的人民英雄纪念碑（华林坪革命烈士纪念塔），纪念碑正面镌刻着毛泽东题词“人民英雄永垂不朽”八个鎏金大字，碑的下端采用汉白玉大理石镶嵌而成，上面刻着“兰州解放纪略”。
纪念广场东西两侧有四座纪念碑亭，分别纪念的原中国人民解放军第一野战军四军十一师三十一团团长王学礼、十师三十团政委李锡贵和原中国工农红军第二十五军军长吴焕先、原中共甘肃工委副书记罗云鹏。墓区中安葬着兰州战役中牺牲的915名烈士忠骨。

## 保护
1963年，陵园华林坪革命烈士纪念塔被列为甘肃省重点文物保护单位。1989年8月，经国务院批准被列为第二批全国重点烈士纪念建筑物保护单位。2001年6月，被中宣部列为全国第二批爱国主义教育示范基地。

## 烈士
- 王佛军，在2019年木里森林火灾中牺牲[6]。
- 陈红军，在2020年6月中印加勒万河谷冲突中牺牲[7]。